# John Molyneux
John Molyneux (Warrington, 1931. február 3. – 2018. március 7.) angol labdarúgó, hátvéd.
 

## Pályafutása
1949 és 1955 között a harmadosztályú Chester City labdarúgója volt. 1955 és 1962 között a másodosztályban szereplő Liverpool csapatában játszott. Tagja volt az 1961–62-es idényben bajnokságot nyert csapatnak, amely így feljutott az élvonalba. Bill Shankly már nem tartott igényt a játékára ezért 1962-ben visszatért a Chester Cityhez, amely akkor a negyedik osztályban játszott. Két idény után 1964-ben vonult vissza az aktív játéktól.
 

## Sikerei, díjai
Liverpool
- Angol bajnokság – másodosztály (Second Division)
  - bajnok: 1961–62